# Elecciones a la alcaldía de Quetzaltenango 2019
Las elecciones a la alcaldía de Quetzaltenango de 2019 se llevaron a cabo el 16 de junio de 2019.
Las elecciones se realizaron junto a las elecciones presidenciales, legislativas, municipales y del Parlamento Centroamericano . Se presentaron veinte candidatos para este cargo.
El anterior alcalde, Luis Grijalva Minera, no se presentó a la reelección por posibles casos de corrupción, así como discrepancias ideológicas con el partido que lo postuló.

## Resultados
|  | 21.76 % |

|  | 9.30 % |

|  | 9.29 % |

|  | 7.63 % |

|  | 5.75 % |

|  | 5.30 % |

|  | 4.91 % |

|  | 4.55 % |

|  | 3.89 % |

|  | 3.13 % |

|  | 1.58 % |

|  | 1.53 % |